# 1221
Високе Середньовіччя •  Золота доба ісламу •  Реконкіста •  Хрестові походи •  Київська Русь •  Монгольська імперія

## Геополітична ситуація
Візантійська імперія розпалася на декілька держав. Фрідріх II Гогенштауфен є імператором Священної Римської імперії (до 1250). Філіп II Август править у Франції (до 1223).
Апеннінський півострів розділений: північ належить Священній Римській імперії, середню частину займає Папська область, більша частина півдня належить Сицилійському королівству. Деякі міста півночі: Венеція, Піза, Генуя тощо, мають статус міст-республік, частина з яких об'єднана Ломбардською лігою.
Південь Піренейського півострова в руках у маврів. Північну частину півострова займають християнські Кастилія, Леон (Астурія, Галісія), Наварра, Арагонське королівство (Арагон, Барселона) та Португалія. Генріх III є королем Англії (до 1272), а королем Данії — Вальдемар II (до 1241).
У Києві княжить Мстислав Романович Старий (до 1223), у Галичі — Мстислав Удатний, на Волині — Данило Галицький, у Володимирі-на-Клязмі — Юрій Всеволодович. Новгородська республіка та Володимиро-Суздальське князівство фактично відокремилися від Русі. У Польщі період роздробленості. На чолі королівства Угорщина стоїть Андраш II (до 1235).
В Єгипті, Сирії та Палестині править династія Аюбідів, невеликі території на Близькому Сході утримують хрестоносці. У Магрибі панують Альмохади, держава яких почала розпадатися. Сельджуки окупували Малу Азію. Чингісхан розширює територію Монгольської імперії. У Китаї співіснують частково підкорені монголами держава чжурчженів, де править династія Цзінь, й держава тангутів Західна Ся та держава ханців, де править династія Сун. Делійський султанат є наймогутнішою державою Північної Індії, а на півдні Індії домінує Чола. В Японії триває період Камакура.

## Події
- На Волині почав князювати Данило Романович.
- У битві під Галичем Мстислав Удатний завдав поразки військам Коломана Галицького.
- Засновано Нижній Новгород: володимиро-суздальський князь Юрій Всеволодович заснував на східному кордоні з булгарами фортецю «Новгород Нижньої землі» (Нижньою землею називали Володимирсько-Суздальське князівство).
- На півдні Франції продовжується війна з альбігойцями.
- Імператором Нікейської імперії став Іоанн III Дука Ватац.
- Закінчився П'ятий хрестовий похід. Християнські держави Європи зазнали поразки від єгипетської династії Аюбідів й уклали з нею мир на 8 років.
- Експансія Монгольської імперії:
  - Січень: монгольські війська під командуванням Джучі захопили місто Гургандж, стару столицю Хорезму. Завойовники зрівняли місто з землею, винищивши близько мільйона мешканців.
  - 25 лютого: монгольські війська під командуванням Толуя захопили місто Мерв у Хорезмі. Завойовники вирізали майже все населення.
  - Війська Субутая спустошили околиці Тбілісі, але їм забракло сил для штурму міста.
  - Монгольські війська вступили в долину Інду.
- У Японії відбулася смута Дзьокю — невдала спроба екс-імператора Ґо-Тоби повалити владу сьоґунів.

## Народились
- 23 листопада — Альфонс X, король Кастилії.
- Бонавентура — італійський святий, теолог, філософ.

## Померли
- 6 серпня — У віці 51-го року помер Святий Домінік, кастильський дворянин, засновник релігійного ордену домініканців (1215).